# Proof (filme)
Proof (bra: A Prova; prt: Proof - Entre o Génio e a Loucura) é um filme estadunidense de 2005, do gênero drama, dirigido por John Madden, com roteiro de Rebecca Miller baseado na peça teatral homônima de David Auburn.

## Sinopse
O filme conta a conflituosa história de Catherine (Gwyneth Paltrow), filha de um famoso matemático (Anthony Hopkins), que nos últimos anos de sua vida se encontra louco. 

## Elenco
- Gwyneth Paltrow .... Catherine
- Anthony Hopkins .... Robert
- Jake Gyllenhaal .... Hal
- Gary Houston .... Professor Barrow
- Hope Davis .... Claire
- Tobiasz Daszkiewicz .... Limo Driver

## Recepção
O Metacritic, que usa uma média ponderada, atribuiu ao filme uma pontuação de 64 em 100, baseado em 37 críticos, indicando críticas "geralmente favoráveis".

## Principais prêmios e indicações
Globo de Ouro
- Indicado
  - Melhor atriz - drama (Gwyneth Paltrow)[4]